# العلاقات السورية اليابانية
العلاقات السورية اليابانية هي العلاقات الثنائية بين الحكومة اليابانية والحكومة السورية.
- بدأت العلاقات الدبلوماسية بين البلدين عام 1953.
- فتحت اليابان سفارتها في دمشق عام 1954.
- رفع مستوى التمثيل الدبلوماسي في سفارة اليابان إلى مفوضية اليابان عام 1962.
- فتحت سوريا سفارتها في طوكيو عام 1978.

## العلاقة
ظلت العلاقات الثنائية مستقرة وجيدة حيث قامت اليابان بارسال بعض قوات الدفاع الذاتي التابعة للأمم المتحدة لمراقبة فض الاشتباك (UNDOF) في مرتفعات الجولان منذ عام 1996. إجمالي عدد القوات والموظفين اليابانيين الذين أرسلوا هو 46 و15 للخروج منها والدخول في البعثة في معسكر الفوار على الجانب السوري.

## الاتفاقيات
- تم توقيع اتفاقيات التجارة 1953.
- تم توقيع اتفاق المساعدة القانونية 1957.
- اليابان يشرف على إرسال متطوعي التعاون (JOCV) عام 1967.
- تم توقيع اتفاق للمساعدة التقنية 1985.

## الجالية
عدد المواطنين اليابانيين المقيمين في سوريا: 216 (2008).
عدد المواطنين السوريين المقيمين في اليابان: 200 (2010).

## تدريس اللغة اليابانية في سوريا
- جامعة دمشق في قسم الاداب والعلوم الإنسانية والمعهد العالي لتعليم اللغات.[5]
- جامعة حلب في المركز الياباني للتعاون الأكاديمي.[6][7]
- كما اقيم مسابقة للخطابة اليابانية في شهر تشرين الثاني من العام 2008 وشارك فيه 28 شخصا ممن تعلموا اللغة اليابانية واصبحت هذه المسابقة عادة سنوية تقام في نفس الموعد من كل عام .
- كما تنظم المعارض والمهرجانات الثقافية اليابانية في المدن الكبرى كدمشق وحلب.[8]

## الزيارات الرسمية

### زيارة اشخاص رفيعو المستوى مناليابانإلىسوريا
- 2000 زيارة وزير الخارجية يوهي كونو.
- 2003 زيارة وزير الخارجية يوريكو كاواغوشي.
- 2004 و2006 زيارة المبعوث الخاص للشرق الأوسط.
- 2007 زيارة نائب وزير الخارجية كاتسوهيتو اسانو.
- 2009 زيارة نائب وزير الخارجية في البرلمان ياستوشي نيشيمورا.

### زيارة اشخاص رفيعو المستوى منسورياإلىاليابان
- 2001 زيارة نائب وزير الخارجية وليد المعلم.
- 2002 زيارة وزير الاقتصاد والتجارة الخارجية غسان الرفاعي.
- 2003 زيارة وزير الكهرباء منيب صائب الدهر ووزيرة الثقافة السابقة نجاح العطار.
- 2004 زيارة نائب وزير الخارجية عيسى درويش.
- 2008 زيارة رئيس رابطة علاقات الصداقة البرلمانية اليابانية –السورية خضر حسين.
- 2009 زيارة نائب وزير الخارجية فيصل مقداد ووزير الثقافة رياض نعسان آغا ونائب رئيس الوزراء للشؤون الاقتصادية عبد الله الدردري.[9]

## المساعدات اليابانية لسوريا
- قروض المساعدة: 156.3 مليون ين ياباني.
- المنح: 27.4 مليون ين ياباني.
- المساعدات التقنية: 26 مليون ين ياباني (وكالة اليابان للتعاون الدولي).

قامت اليابان بتنفيذ أنواع مختلفة من المساعدة استنادا إلى احتياجات السكان المحليين في المجالات الكهربائية والزراعية والطبية والمياه. حيث كانت المساعدات على شكل منح، كما أجريت 3 مشاريع بناء لتوليد الطاقة (حوالي 30٪ من إجمالي الإمدادات الكهربائية داخل البلد).

## حجم التبادل التجاري بين البلدين
احصائية 2008 :
- الصادرات السورية إلى اليابان : 1.5 بليون ين ياباني معظمها من القطن والصابون .
- الصادرات اليابانية إلى سوريا : 66.9 بليون ين ياباني معظمها ماكينات وآلات.[10]

## الموقف الياباني من الثورة السورية (الحرب الأهلية السورية)
اتخذت الحكومة اليابانية موقفاً إنسانياً من الأزمة السورية أكثر من كونه موقف سياسي:
1. تبنت دعم اللاجئين غذائياً أو تنموياً في دول الجوار السوري من خلال بعض المؤسسات اليابانية وبرامج الأمم المتحدة.
2. أغلقت الحكومة اليابانية سفارتها في دمشق في شهر آذار 2012م بسبب تزايد الخطر على جاليتها المتواجدة وتوتر الأوضاع في سوريا ونقلت مقر نشاطها إلى السفارة اليابانية في العاصمة الأردنية.[11]
3. الدعوة بشكل دائم ومستمر لقيام التحاور بين أطراف النزاع في سوريا وإيقاف العنف.[12]
4. المشاركة في مؤتمرات أصدقاء سوريا التي تتبنى إنهاء الحرب.[13]
5. تجميد اليابان لعدد من أصول المسؤلين السوريين وعدد من المؤسسات السورية.[14]
6. الحكومة السورية تعتبر أن السفير الياباني لدى سوريا توشيرو سوزكي شخصاً غير مرغوب فيه في بداية حزيران 2012م بما يعني عملياً طرده من سوريا وطوكيو ترد على الحكومة السورية وتعلن بدورها أن السفير السوري شخص غير مرغوب فيه.[15]
7. فرضت اليابان حظراً «رمزياً» على الرحلات الجوية المستأجرة (chartered flights) من سوريا، وبموجب العقوبات ترفض اليابان السماح لطائرات سورية مستأجرة بدخول الأراضي اليابانية، رغم عدم وجود مثل هذه الرحلات.[15]
8. تطبيق اليابان لحظر على تصدير أو استيراد أسلحة من سوريا.[15]
9. قامت الحكومة اليابانية بإعادة فتح المنح للطلاب السوريين عام 2014م بعد إيقافها منذ بداية الأزمة السورية عام 2011م.[16]